# سليمان سيلا (لاعب كرة قدم)
سليمان سيلا (بالفرنسية: Souleymane Sylla)‏ هو لاعب كرة قدم غيني في مركز الهجوم، ولد في 5 مايو 1984 في بيتا في غينيا. لعب مع نادي أجاكسيو ونادي إستر ويانغ بويز.

## وصلات خارجية
- سليمان سيلا (لاعب كرة قدم) على موقع قاعدة بيانات كرة القدم.إي يو (الإنجليزية)
- سليمان سيلا (لاعب كرة قدم) على موقع ليكيب (الفرنسية)